# Lecanographa
Lecanographa Egea & Torrent (kiczorka) – rodzaj grzybów z rodziny Lecanographaceae. Ze względu na współżycie z glonami zaliczany jest do grupy porostów.

## Systematyka i nazewnictwo
Pozycja w klasyfikacji według Index Fungorum: Lecanographaceae, Arthoniales, Arthoniomycetidae, Arthoniomycetes, Pezizomycotina, Ascomycota, Fungi.
Nazwa polska według W. Fałtynowicza.

## Niektóre gatunki
- Lecanographa abscondita (Th. Fr.) Egea & Torrente 1994 – kiczorka skryta
- Lecanographa amylacea (Ehrh. ex Pers.) Egea & Torrente 1994 – kiczorka mączysta
- Lecanographa brattiae (Egea & Ertz) Ertz & Tehler 2011
- Lecanographa dialeuca (Cromb.) Egea & Torrente 1994
- Lecanographa littoralis Kantvilas 2004
- Lecanographa lyncea (Sm.) Egea & Torrente 1994
- Lecanographa microcarpella (Müll. Arg.) Egea & Torrente 1994
- Lecanographa nothofagi Kantvilas 2004

Nazwy naukowe na podstawie Index Fungorum. Uwzględniono tylko taksony zweryfikowane. Nazwy polskie według W. Fałtynowicza.